# Talaus opportunus
Talaus opportunus là một loài nhện trong họ Thomisidae.
Loài này thuộc chi Talaus. Talaus opportunus được Octavius Pickard-Cambridge miêu tả năm 1873.